# معركة حرستا (2017–18)
معركة حرستا سميت رمزيا باسم معركة «بأنهم ظلموا» من قبل المتمردين، هي عملية عسكرية أطلقها المتمردين السوريين ضد مواقع الجيش العربي السوري في حرستا، وهي إحدى ضواحي دمشق الشمالية الشرقية، وقاعدة المركبات المدرعة، تعتبر هذه المعركة إحدى آخر المعارك الفعلية والجدية في الغوطة الشرقية بمبادرة من المتمردين السوريين.

## خلفية
حرستا في الغوطة الشرقية كانت مدينة يسيطر عليها المتمردون في عدة مراحل من الحرب الأهلية السورية، على الرغم من قربها من العاصمة. بعد انتصار الحكومة في شرق حلب في أواخر عام 2016، وجهت قواتها انتباهها إلى ضواحي دمشق، على سبيل المثال، استهداف وادي بردى، وبخاصة السعي إلى الانتقال إلى الغوطة الشرقية (انظر هجوم القابون (2017)). في أثناء نزاع الغوطة الشرقية بين المتمردين (أبريل–مايو 2017)، تنافست الجماعات المتمردة تحرير الشام، وأحرار الشام، وجيش الإسلام، وفيلق الرحمن التابع للجيش السوري الحر للسيطرة على المنطقة. وكان هذا القتال قد انتهى في أواخر الربيع. وفي 22 يوليو 2017، أعلنت وزارة الدفاع الروسية أنه تم التوقيع على اتفاق لوقف التصعيد من أجل الغوطة الشرقية عقب إجراء محادثات بين المسؤولين العسكريين الروس وجيش الإسلام. في 16 أغسطس 2017، وقع ممثل لفيلق الرحمن وممثل روسي اتفاقا ينص على إدراج اسم فيلق الرحمن في منطقة إنهاء التصعيد، ليدخل حيز النفاذ في 18 أغسطس. غير أن المرصد السوري أفاد بأن الحكومة استأنفت عمليات القصف في الغوطة الشرقية في 27 سبتمبر 2017. وفقا لما ذكرته منظمة الأمم المتحدة وهيومن رايتس ووتش، منذ أواخر أكتوبر وخلال معظم نوفمبر 2017، اشتدت أعمال القتال، مع ورود تقارير متواترة عن القصف على عدة مناطق كثيفة السكان في الغوطة الشرقية، مستهدفة حرستا (بما في ذلك غارة واحدة على روضة أطفال في 6 نوفمبر)، وكذلك عين ترما، وجوبر، وكفر بطنا. وأفادت منظمة الصحة العالمية أنه في الفترة من 14 إلى 17 نوفمبر، قُتل 84 شخصا وأصيب 659 بجراح، من بينهم مئات من النساء والأطفال.

## الهجوم
في 14 نوفمبر 2017 شنت القوات المتمردة التي تقودها أحرار الشام هجوم ضد مواقع الجيش السوري في القاعدة 46 ومنطقة مساكن الشرطة في ضاحية حرستا. وبعد ذلك بقليل، تمكنوا من السيطرة على مخفر عسكري وقتل اللواء وليد خواشقي. وسيطر المقاتلون على نقطتين في محيط القاعدة صباح يوم 15 نوفمبر، ولكن الجيش استعادها في المساء في خضم الضربات الجوية على المواقع المتمردة التي نفذتها القوات الجوية الروسية بعد انتهاك اتفاق عدم التصعيد من قبل المتمردين. وفي 16 نوفمبر، زعم أن هجوم المتمردين على القاعدة قد تم صده، ولكن أحرار الشام نشرت أشرطة فيديو تبين وجودها داخل قاعدة المركبات المدرعة. في وقت لاحق من ذلك اليوم، ادعت مصادر الجيش السوري أن أحرار الشام سيطرت على موقع قيادة بالقرب من قاعدة الفوج 46. وفي 25 نوفمبر، أعلنت مصادر الجيش السوري أن جميع المناطق التي سيطر عليها المتمردون قد استعادها الجيش السوري. ولكن، المتمردين ادعوا أنهم صدوا هجوم الجيش على مواقعهم داخل القاعدة.
في 29 ديسمبر 2017، استهلت تحرير الشام المرحلة الثانية من هجوم المتمردين بإطلاق جهاز متفجر مرتجل محمول على مركبة في مواقع الجيش في حرستا. وفي وقت لاحق من ذلك اليوم، ادعى المتمردون أنهم أخذوا مواقع أكثر في قاعدة المركبات.
في 3 يناير، صعّد الجيش السوري والطائرات الروسية القصف بالقنابل على المناطق التي يسيطر عليها المتمردون، وذلك للتخفيف عن 200 جندي محاصرين في القاعدة. وفي 4 يناير، بدأ الجيش السوري حملته المضادة لتخفيف الحصار عن قاعدة المركبات المصفحة. وقد بدأ ذلك بضربات جوية مكثفة على قوات المتمردين، التي قيل إنها دمرت مقر للمتمردين. استعادت القوات الحكومية «العشرات من المباني» وقطع الجيش السوري مسافة تصل إلى 400 متر عن قاعدة المركبات. أثناء القتال، ضربت إحدى الضربات الجوية مبنى بالقرب من القاعدة الذي يستخدمه المتمردون، مما أسفر عن مقتل 16 من المقاتلين المتمردين. في
5 يناير، أفيد بأن الجيش السوري استعاد مستشفى البشر من المتمردين كجزء من دفعة متجددة في منطقة حرستا، وقد وصل الآن في حدود 100 متر من قاعدة مستودع المركبات العسكرية انطلاقا من الاتجاه الغربي.
في 7 يناير، نجح الجيش السوري في كسر الحصار المفروض على القاعدة العسكرية للمركبات المدرعة بعد الاستيلاء على مبنى المطاحن المتاخمة للقاعدة.